# König-Ferdinand-Ragwurz
Die König-Ferdinand-Ragwurz (Ophrys regis-ferdinandii (Acht. & Kellerer ex Renz) Buttler, Syn.: Ophrys speculum subsp. regis-ferdinandii (Acht. & Kellerer ex Renz) Soó) ist eine Pflanzenart der Gattung Ragwurzen (Ophrys) in der Familie der Orchideengewächse (Orchidaceae).

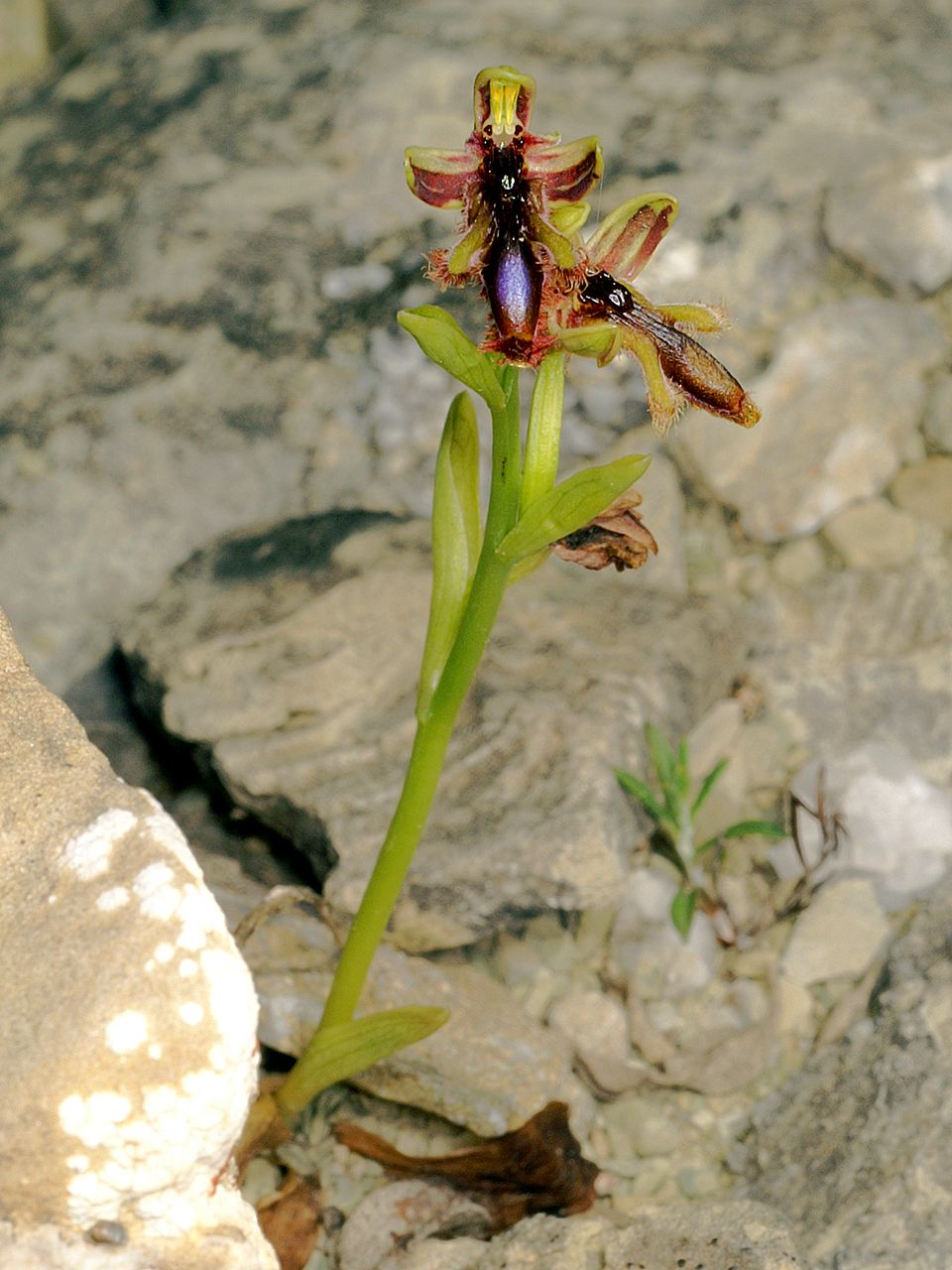
König-Ferdinand-Ragwurz (Ophrys regis-ferdinandi) auf Rhodos

## Beschreibung
Diese mehrjährige krautige Pflanze erreicht Wuchshöhen zwischen 5 und 30 Zentimeter.
Der Blütenstand umfasst zwei bis elf Blüten, die etwas kleiner sind als die Blüten der Spiegel-Ragwurz (Ophrys speculum). Die Kelchblätter sind kräftig braunrot überlaufen, während die oft schmalen Kronblätter gelb mit einer braunen Basis oder nur braun gefärbt sind. Der Mittellappen der stark dreilappigen Lippe weist einen dunklen oder gelben unbehaarten Rand auf. Dieser Mittellappen ist längs fast flach, aber stark quer gewölbt. Das violettblaue bis dunkelpurpurne Mal ist orange bis gelbbraun umrandet.
Die Blütezeit erstreckt sich von März bis April. Diese Art blüht etwa zur gleichen Zeit wie die Iberische Spiegel-Ragwurz (Ophrys vernixia).

## Verbreitung und Standortbedingungen
Das Areal erstreckt sich über den Osten der Ägäis und umfasst drei Teilgebiete. Diese Art kommt in Chios, auf Rhodos, Samos, Simi, Tilos und an der Küste der westlichen Türkei vor in Höhenlagen zwischen 0 und 400 Metern Meereshöhe.
Man findet die König-Ferdinand-Ragwurz in lichten Wäldern, Garriguen, Magerrasen und auf ehemaligem Kulturland mit mäßig trocken, basenreichen Böden.

## Taxonomie
Die Konig-Ferdinand-Ragwurz wurde 1943 von Jany Renz als Form Ophrys speculum f. regis-ferdinandii Acht. & Kellerer ex Renz in Karl Heinz Rechingers Flora Aegaea Seite 819 erstbeschrieben. Er übernahm dabei einen Namen von Boris T. Achtarov (1885–1959) und Johann Kellerer (1859–1938). Diese Form wurde 1983 von Karl-Peter Buttler als Ophrys regis-ferdinandii (Acht. & Kellerer ex Renz) Buttler in Jahresberichte des Naturwissenschaftlichen Vereins in Wuppertal Band 36, Seite 47 in den Rang einer Art erhoben. Sie wird auch von manchen Autoren als Unterart Ophrys speculum subsp. regis-ferdinandii (Acht. & Kellerer ex Renz) Soó angesehen. Die Ragwurz ist benannt nach König Ferdinand I. von Bulgarien (1861–1948).